# Joe Kenda
Joe Kenda, ameriški detektiv, publicist in TV dokumentarist slovenskega rodu; * 14. november 1946, Herminie, Pensilvanija, ZDA.

## Življenjepis
Joseph Patrick Kenda se je rodil očetu Williamu (Viliju) slovenskih in materi Virginiji Morrissey irskih korenin. Odraščal je v premogovniškem kraju Herminie 50 km jugovzhodno od Pittsburgha. Stara starša Jožef (Pepi) iz Bovca in Meri rojena Hrovat iz Čezsoče sta v Ameriko emigrirala tik pred začetkom prve svetovne vojne.
Od mladih nog ga je zanimalo kriminalistično preiskovanje. Po maturi na katoliški gimnaziji se je vpisal na Univerzo v Pittsburghu. Po diplomi iz političnih ved je leta 1970 magistriral iz mednarodnih odnosov na Državni Univerzi v Ohiu. Diplomatska kariera in očetov posel ga nista zanimala. 1973 se je z družino preselil v Colorado Springs in se zaposlil na policiji. Na Colorado Springs Police Department je Kenda postal detektiv in dosegel čin poročnika na oddelku za umore. V 19 letih je obravnaval 387 umorov in razrešil 356. Med njimi leta 1990 medijsko razvpit primer Dianne Hood. Svojo uspešnost je pripisoval intuiciji in sposobnosti prepoznavanja laži.
Nezadovoljen zaradi prezgodnje upokojitve se je leta 2009, s pomočjo producenta Patricka Bryanta dogovoril o ustvarjanju serij TV dokumentarcev o lovu na morilce. Posnela sta 5 minutni promocijski spot, ki je v losangeleških FOX21 studijih dobil pozitiven odgovor. Produkcija se je začela februarja 2011. Kenda je na TV producente naredil vtis, ker na snemanjih skoraj ni uporabljal skript. V detaljih se je spominjal vseh primerov. Dokumentarne scene so posneli v hollywoodskih studijih, igrane pa na terenu v Tennesseeju. Mladega Kendo je upodobil igralec, tudi bivši policaj Carl Marino. Zgodbe opisujejo preiskave, psihološke analize in trud kako morilce spraviti za rešetke. V devetih sezonah so posneli 144 epizod in mreža Investigation Discovery je serijo Homicide Hunter oziroma Lovec morilcev predvajala v 186 državah.
V 2020 se je začela produkcija nove serije American Detective with Lt. Joe Kenda. Tokrat Kenda analizira umore, ki so jih razrešili drugi ameriški detektivi. Izbrani so predvsem primeri brez velikega odmeva v javnosti, kar zgodbam dodaja napetost in skrivnostnost. V treh sezonah je bilo realiziranih 32 epizod. Marca 2024 so začeli s snemanjem četrte sezone.
Joe Kenda je poročen z Mary Kathy Mohler, imata dva otroka. Dan je poveljnik fregate Vojne mornarice ZDA, Kris pa major Vojnega letalstva. V sorodu je z županom Valterjem Mlekužem in z igralcem Borisom Ostanom.

## Vira
- https://medium.com/@centerstreet/detective-lt-joe-kendas-i-will-find-you-book-excerpt-948224f0a29
- https://www.findagrave.com/memorial/73320579/joseph-kenda